# Friedrich Grattenauer
Friedrich Grattenauer (* 20. März 1895 in Breslau; † 10. Oktober 1944 in Knjaževac) war ein deutscher Marineoffizier. Als Kapitän zur See war er zuletzt Seekommandant von Transnistrien. Er fiel am 10. Oktober 1944 in Knjaževac.

## Leben
Friedrich Alfred Hermann Grattenauer wurde in Breslau als erster Sohn des Oberlandesgerichtsrats Carl Friedrich Alfred G.  geboren und wuchs in Hirschberg und Stettin zusammen mit zwei jüngeren Brüdern auf. Nach dem Abitur im Herbst 1913 verbrachte er das Winterhalbjahr 1913/14 in England.

### Kaiserliche Marine
Am 1. April 1914 trat er in die Kaiserliche Marine in Flensburg-Mürwik ein. Standortältester dort war damals sein Onkel, Generalleutnant Max von Kluge, Divisionskommandeur in Flensburg. Im Mai 1914 bekam er sein erstes Bordkommando auf der Victoria Louise und fuhr durch Ostsee, Belt, Kattegat und Skagerrak nach Norwegen. Bald nach Kriegsausbruch wurde er als Seekadett auf das Linienschiff Westfalen versetzt, auf dem er an der Skagerrakschlacht teilnahm. Im Dezember 1914 wurde er zum Fähnrich zur See befördert.  Im September 1917 wurde Grattenauer an die U-Boot-Schule zur Ausbildung versetzt. Er wurde in Kiel, Eckernförde und Flensburg ausgebildet und wurde im Februar 1918 2. Wachoffizier auf U 54. Er nahm an drei Fahrten in die Irische See, an die Cornwall-Küste, zum Westausgang des Ärmelkanals und in die Nord-Biskaya teil. Unter den versenkten Dampfern befand sich das größte im Ersten Weltkrieg versenkte Schiff, die Justitia (ca. 34.000 BRT). Bei Kriegsende hatte er den Dienstgrad des Kapitänleutnants erreicht.

### Zwischenkriegszeit
Nach Kriegsende diente Grattenauer zunächst bei der Marine-Brigade Ehrhardt und wurde in München, Berlin und Oberschlesien eingesetzt. Am 31. Januar 1920 wurde er aus der Marine verabschiedet und erhielt am 11. Februar des gleichen Jahres den Charakter als Oberleutnant zur See verliehen. Später ging er nach Stettin zum Reichswasserschutz (bis 1922).
Im kaufmännischen Leben, das er danach führte, war er in einem Holzgeschäft, an der Girozentrale der Provinz Pommern und ab 1925 in einer Porzellangroßhandlung tätig. Er betätigte sich im Marineverein und in der Marinejugend.

### Kriegsmarine im Zweiten Weltkrieg
Nach Hitlers Machtergreifung meldete sich Grattenauer sofort zur Reichsmarine zurück und wurde im August 1933 2. Adjutant an der Festungskommandantur Swinemünde. Im Herbst 1934 ging er als 1. Adjutant zur Festungskommandantur Pillau. Im Oktober 1934 wurde er zum Korvettenkapitän befördert. Von April 1939 bis September 1939 war er im Stab der Festungskommandantur Kiel und anschließend bis Februar 1943 als Chef des Stabes Küstenbefehlshaber westliche Ostsee eingesetzt. In dieser Dienststellung wurde er im Oktober 1939 zum Fregattenkapitän befördert. Im Juli 1940 erhielt er das Eiserne Kreuz II. Klasse. Im September 1941 wurde er zum Kapitän zur See befördert. Im April 1942 erhielt er das Kriegsverdienstkreuz I. Klasse.
Im März 1943 wurde er zum Seekommandanten Kaukasus mit Standort in Kertsch ernannt, im September 1943 dann zum Seekommandanten Ostkrim, welcher aus dem Seekommandanten Kaukasus hervorgegangen war. In dieser Position erhielt er im Oktober 1943 das Eiserne Kreuz I. Klasse. Im Februar 1944 wurde er nach der Umwandlung des Seekommandanten Kaukasus zum Seekommandanten Rumänien ernannt, welche im Oktober 1944 aufgelöst wurde. Beim Rückzug aus diesem Gebiet befehligte er die „Kampfgruppe Grattenauer“. Er fiel im Oktober 1944 in Knjaževac.

## Namensähnlichkeit
Der Genannte ist nicht zu verwechseln mit Carl Wilhelm Friedrich Grattenauer, einem frühen Antisemiten in den Kreisen um Hartwig Hundt.